# 吉洪诺夫空间
在拓扑学和相关的数学领域中，吉洪诺夫空间或完全正则空间是特定优良种类的拓扑空间。这些条件是分离公理的个例。
吉洪诺夫空间得名于安德列·尼古拉耶维奇·吉洪诺夫。

## 定义
假定 X 是拓扑空间。
X 是完全正则空间，当且仅当给定任何闭集 F 和任何不属于 F 的点 x，存在从 X 到实直线 R 的连续函数 f 使得 f(x) 为 0 和 f(y) 为 1 对于所有 F 中的 y。用“空想家”术语来说，这个条件声称 x 和 F 可以由函数分离。
X 是吉洪诺夫空间或 T3½ 空间或 Tπ空间或完全 T3 空间，当且仅当它是完全正则空间和豪斯多夫空间二者。
注意某些数学文献对术语“完全正则”和涉及“T”的术语使用了不同的定义。我们这里给出的定义是今天最常用；但是某些作者切换了两类术语的意义，或者把它们用做同一个条件的同义词。在这里，我们直率的使用术语“完全正则”和“吉洪诺夫”，但避免不太明晰的术语“T”。在其他文献中，你应该仔细找出作者使用的是什么术语。(短语“完全正则豪斯多夫”总是无歧义的意味着吉洪诺夫空间。)更多详情可参见分离公理的历史。
完全正则空间和吉洪诺夫空间通过柯尔莫果洛夫商关联起来的。拓扑空间是吉洪诺夫空间，当且仅当它是完全正则空间和T0 空间二者。在另一方面，一个空间是完全正则空间，当且仅当它的柯尔莫果洛夫商是吉洪诺夫空间。

## 例子和反例
在数学分析中研究的几乎所有拓扑空间都是吉洪诺夫空间，或至少是完全正则空间。例如，实直线是在标准欧几里德拓扑下的吉洪诺夫空间。其他例子包括:
- 所有度量空间是吉洪诺夫空间；所有伪度量空间是完全正则空间。
- 所有局部紧致正则空间是完全正则的，因此所有局部紧致豪斯多夫空间是吉洪诺夫空间。
- 特别是，所有拓扑流形是吉洪诺夫空间。
- 所有全序集合带有序拓扑是吉洪诺夫空间。
- 所有拓扑群是完全正则空间。
- 推广了度量空间和拓扑群二者，所有一致空间都是完全正则的。反过来也是真的: 所有完全正则空间是可一致化的。
- 所有CW复形是吉洪诺夫空间。
- 所有正规正则空间是完全正则的，而所有正规豪斯多夫空间是吉洪诺夫空间。
- Niemytzki平面是吉洪诺夫空间但非正规空间的一个例子。

## 性质

### 保持
完全正则性和吉洪诺夫性质关于始拓扑是表现良好的。特别是，选取任意始拓扑保持完全正则性，选取点分离始拓扑保持吉洪诺夫性质。可得出:
- 所有完全正则空间或吉洪诺夫空间的子空间都有相同的性质。
- 非空乘积空间是完全正则(或吉洪诺夫的)，当且仅当每个函子空间是完全正则(或吉洪诺夫的)。

类似所有分离公理，选取终拓扑不保持完全正则性。特别是，完全正则空间的商空间不必须是正则空间。吉洪诺夫空间的商空间甚至不必须是豪斯多夫空间。有 Moore平面的闭合商作为反例。

### 实数值连续函数
对于任何拓扑空间 X，设 C(X) 指示在 X 上的实数值连续函数族，并设 C*(X) 是有界实数值函数的子集。
完全正则空间可以特征化为它们的拓扑完全确定自 C(X) 或 C*(X) 的性质。特别是:
- 空间 X 是完全正则的，当且仅当它有引发自 C(X) 或 C*(X) 的始拓扑。
- 空间 X 是完全正则的，当且仅当所有闭集可以被写为 X 中零集合族的交集(就是说零集合形成给 X 的闭集的基)。
- 空间 X 是完全正则的，当且仅当 X 的余零集合形成 X 的拓扑的基。

给定任意拓扑空间 (X, τ) 有一种普遍方式对 (X, τ) 关联上一个完全正则空间。设 ρ 是在引发自 Cτ(X) 的 X 上的始拓扑，或等价的说，从 (X, τ) 中的余零集合的基生成的拓扑。则 ρ 将是比 τ 粗的 X 上的最细完全正则拓扑。这种构造是普遍性的，在任何到完全正则空间 Y 的连续函数
{\displaystyle f:(X,\tau )\to Y}
都将在 (X, ρ) 上连续的意义上。用范畴论的语言，从 (X, τ) 到 (X, ρ) 的函子左伴随于包含函子 CReg → Top。因此完全正则空间的范畴 CReg 是拓扑空间范畴 Top 的反射子范畴。通过选取柯尔莫果洛夫商，可以看出吉洪诺夫空间的子范畴也是反射的。
可以证明在上述构造中 Cτ(X) = Cρ(X)，所以环 C(X) 和 C*(X) 典型的只在完全正则空间 X 中研究。

### 嵌入
吉洪诺夫空间完全就是那些可以嵌入到紧致豪斯多夫空间内的空间。更精确地说，对于所有吉洪诺夫空间  X，存在紧致豪斯多夫空间 K 使得 X 同胚于 K 的一个子空间。
事实上，你总是可以选择 K 为立方体 (就是说，单位区间的可能无限乘积)。所有立方体都是紧致豪斯多夫空间是吉洪诺夫定理的一个结论。因为所有紧致豪斯多夫空间的子空间都是吉洪诺夫空间，所以:
拓扑空间是吉洪诺夫空间，当且仅当它可以被嵌入一个立方体中。

### 紧致化
特别有趣的嵌入是X 的像是 K 中的稠密集；这叫做 X 的豪斯多夫紧致化。给定任何吉洪诺夫空间 X 到紧致豪斯多夫空间 K 的嵌入， X 在 K 中的像的闭包是 X 的紧致化。
在豪斯多夫紧致化中，有一个唯一“最一般”的，斯通–切赫紧致化 βX。它由如下泛性质刻画，给定从 X 到任何其他紧致豪斯多夫空间 Y 的连续映射 f，有一个唯一的从 βX 到 Y 连续映射 g 扩张 f，在 f 是 g 和 j 的复合意义上。

### 一致结构
完全正则性正好是在拓扑空间上存在一致结构的必需条件。换句话说，所有一致空间都有完全正则拓扑，而所有完全正则空间 X 是可一致化空间。拓扑空间允许分离的一致结构当且仅当它是吉洪诺夫空间。
给定完全正则空间 X 通常存在多于一个 X 上的一致结构相容于 X 的拓扑。但是，总是有最细一致结构，叫做 X 的精细一致结构。如果 X 是吉洪诺夫空间，则可以选择一致结构使得 βX 成为一致空间 X 的完全。